# 勒马斯达日奈
勒马斯达日奈（法語：Le Mas-d'Agenais，法語發音：[lə mas daʒ(ə)nɛ]，意为“阿日奈的勒马斯”）是法国洛特-加龙省的一个市镇，属于马尔芒德区。

## 地理
勒马斯达日奈（44°24'39"N, 0°13'2"E）面积21.18 平方千米，位于法国新阿基坦大区洛特-加龍省，该省份为法国西南部内陆省份，北起多爾多涅省，西接吉倫特省和朗德省，南至热尔省，东临塔恩-加龙省和洛特省。
与勒马斯达日奈接壤的市镇（或旧市镇、城区）包括：卡隆日、加龙河畔科蒙、拉格吕埃尔、圣热姆-马尔塔亚克、圣马尔特、塞内斯蒂。
勒马斯达日奈的时区为UTC+01:00、UTC+02:00（夏令时）。

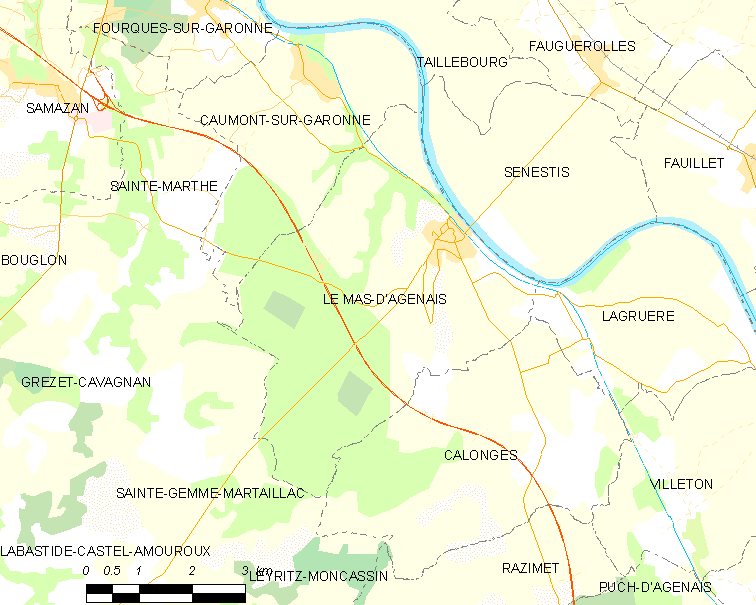
勒马斯达日奈的OSM定位图

## 行政
勒马斯达日奈的邮政编码为47430，INSEE市镇编码为47159。

## 政治
勒马斯达日奈所属的省级选区为加斯科涅森林县。

## 人口

1962-2008年间勒马斯达日奈人口变化图示

勒马斯达日奈于2022年1月1日时的人口数量为1486人。